# Elassoma okatie
Elassoma okatie is een straalvinnige vissensoort uit de familie van de dwergzonnebaarzen (Elassomatidae). De wetenschappelijke naam van de soort is voor het eerst geldig gepubliceerd in 1987 door Rohde & Arndt.